# Friedhelm Busse (Gewerkschafter)
Friedhelm Busse (* 11. Februar 1950 in Salzwedel) ist ein deutscher Gewerkschafter. Er war 1990 Vorsitzender der Gewerkschaft Unterricht und Erziehung in der DDR.

## Leben
Busse besuchte die Polytechnische Oberschule (POS). Er wurde 1964 Mitglied der FDJ und später des FDGB. Ab 1966 erhielt er eine Ausbildung als Vollmatrose und war bis 1970 in der Hochseehandelsschifffahrt im VEB Deutsche Seereederei Rostock tätig. Von 1970 bis 1975 studierte er an der  Pädagogischen Hochschule „Dr. Theodor Neubauer“ in Erfurt/Mühlhausen, mit dem Abschluss als Diplomlehrer in den Fächern Mathematik und Physik. Im Jahr 1972 trat er in die SED ein. Von 1975 bis 1986 arbeitete er als Lehrer und Direktor von Oberschulen in Berlin-Mitte und Berlin-Marzahn. Anschließend wurde er im Zentralvorstand (ZV) der Gewerkschaft Unterricht und Erziehung tätig. Er war zunächst Mitarbeiter und von 1987 bis Februar 1990 Sekretär für Arbeit, Löhne und Soziales des ZV der Gewerkschaft. Vom 24. Februar 1990 bis  31. Oktober 1990 fungierte er als Vorsitzender des ZV der Gewerkschaft Unterricht und Erziehung und zuletzt ab 1. November 1990 als Liquidator der Gewerkschaft.
Busse war ab November 1990 auch Vorsitzender der „Johannes-Sassenbach-Stiftung“, die aus dem Zentralen Gewerkschaftsarchiv und der Zentralen Gewerkschaftsbibliothek des FDGB hervorging.  Anfang 1992 war er Gründungsmitglied und seit 16. Juni 1992 Vorsitzender des Vorstandes des Fördervereins Initiative Bildung e.V. Berlin.